# Aeroportul Internațional Tucson
Aeroportul Internațional Tucson (IATA: TUS, ICAO: KTUS, FAA LID: TUS) este un aeroport din Tucson, Arizona, Comitatul Pima, Arizona, Arizona, Statele Unite ale Americii ce deservește zona Tucson. Aeroportul a fost tranzitat în 2023 de 3.751.557 de pasageri. A fost deschis în 1919 și numit după zona deservită.
Situat la o altitudine de 806 m, aeroportul dispune de 3 piste.

## Infrastructură

### Piste
Aeroportul dispune de 3 piste: 
- pista 03/21 din asfalt, cu dimensiunile 7.000 picioare × 150 picioare
- pista 11L/29R din asfalt, cu dimensiunile 10.996 picioare × 150 picioare
- pista 11R/29L din asfalt, cu dimensiunile 8.408 picioare × 75 picioare